# Stuvenborn
Stuvenborn ist eine Gemeinde im Kreis Segeberg in Schleswig-Holstein. Brook liegt im Gemeindegebiet.

## Geografie und Verkehr
Stuvenborn liegt etwa 25 km nördlich von Norderstedt und 16 km südwestlich von Bad Bramstedt in ländlicher Umgebung. Westlich verläuft die Bundesautobahn 7 von Hamburg nach Flensburg, nördlich die Bundesstraße 206 von Itzehoe nach Bad Segeberg und östlich die Bundesstraße 432 von Norderstedt nach Bad Segeberg.

## Geschichte
Der Name Stuvenborn wird gedeutet: „von dem bornigen Land durchwachsen von Erlen und Weiden“. Einige kleine Zeitzeugen sind heute noch in den Lehmkuhlen vorhanden. Aus den Stufen herunter von Kattendorf und Kisdorfer-Wohld, könnte man den Ortsnamen „Stuvenborn“ ableiten. Der Ausbau Brook und Ruhlo entstand mit der Verkoppelung ab 1787 und die Besieldelung der Kalten Weide entstand mit dem Straßenbau nach Sievershütten um 1900.
In den Jahren von 1880 bis zum Ersten Weltkrieg wurde mit zwanzig Linden als Ortsmittelpunkt der Dorfanger abgesteckt und für den Reichskanzler Otto von Bismarck in der Mitte eine Eiche mit Gedenkstein platziert. 1884 wurde die erste Meierei am „Bahlweg“ gebaut. 1894 wurde die Schule neu gebaut und ein Armenhaus dort errichtet, wo heute ein Feierabendwohnheim mit acht Wohneinheiten steht.
Eine Verbesserung der Flurstücke und des Wegenetzes durch ein Flurbereinigungs-verfahren von 1963 bis 1968 sorgte für eine bessere landwirtschaftliche Bewirtschaftung mit der fortschreitenden Mechanisierung. Eine zweite Flurbereinigung mit Landschaftspflege, begleitet von einer Dorferneuerung 1987 führten die Lebensqualität in Stuvenborn fort. Stuvenborn erhielt im Jahre 1961 die Goldmedaille für das „schönste bundesdeutsche Dorf“.
Mit sieben kleinen Siedlungsgebieten, um den Ortskern platziert, wurde ein nachhaltiges Wachstum aus dem Dorf heraus gewährleistet. Siedlung am Heidberg 1965, erweitert 1986. Siedlung Hampfhof 1959. Neubaugebiet am Sportfeld 1969, Wohnanlage Kamp 1969, Siedlungsgebiete Lohe 1992, Beek 1995, Im Kahlen 2011 und Ruhlowiese 2022.

## Politik

### Gemeindevertretung
Bei der Kommunalwahl 2023 errang die CDU erneut alle elf Sitze in der Gemeindevertretung. Die Wahlbeteiligung betrug 48,5 Prozent.

### Bürgermeister
Bürgermeister ist Rainer Ahrens (CDU).

### Ständige Ausschüsse
In der Gemeinde wurden drei ständige Ausschüsse gebildet:
- Finanzausschuss: Aufgabengebiet: Finanzwesen, Abgaben, Planung, Investitionen, Grundstücksangelegenheiten, Angelegenheiten des Dorfhauses, Prüfung der Jahresrechnung
- Planungs- und Bauausschuss: Aufgabengebiet: Planungs- und Bauwesen, Verkehrswesen, Straßenbeleuchtung, Kanalisation, Wasserversorgung, Wegebau, Umweltschutz, Unterhaltung der Klärteiche
- Ausschuss für Kultur, Soziales, Jugend und Sport: Kultur- und Schulwesen, Gemeinschaftswesen, Bücherei, Volkshochschule, Dorfverschönerung und Pflege der Ehrenmale, Jugend-, Sport- und Vereinsförderung, Jugendhilfe, Spielplätze, Sozial- und Gesundheitswesen, Seniorenbetreuung, Vertretung von Kindern und Jugendlichen

### Wappen
Das Wappen wurde am 4. Oktober 1963 genehmigt.
Blasonierung: „In Grün, vor silbernem Wellenbalken im Schildfuß, ein kampfbereiter, rotbewehrter goldener Hahn, begleitet oben links von einer goldenen Scheibe (Goldmedaille) mit Aufhängeöse.“
Aus Anlass der Verleihung der Goldmedaille für das „schönste bundesdeutsche Dorf“ im Jahre 1961 beantragte die Gemeinde Stuvenborn die Genehmigung eines eigenen Wappens. In Gestalt der goldenen Scheibe fand diese Auszeichnung Eingang in das Wappen. Die beherrschende Figur des Hahns vertritt einerseits die landwirtschaftliche Orientierung des Ortes, andererseits bildet sie das Symbol der Umsicht und Zukunftsoffenheit der Bewohner. In erster Linie jedoch steht auch diese Figur für die errungene Auszeichnung als „schönstes Dorf“, der die Landesregierung mit einem bronzenen Hahn als Ehrenpreis ihrerseits Rechnung trug. Der Wellenbalken im Schildfuß bezieht sich auf den zweiten Teil des Ortsnamens (born = Quelle, Brunnen). Stuvenborn bedeutet so viel wie „zur stiebenden Quelle“. Somit kann auch dieses Wappen zu den „redenden“ Wahrzeichen gezählt werden.
Das Wappen wurde von dem Brunsbütteler Heraldiker Willy „Horsa“ Lippert gestaltet.

## Wirtschaft und Infrastruktur
Die Gemeinde Stuvenborn verfügt über eine gute Infrastruktur mit Supermarkt, Post, Bäcker, Tankstelle und vielerlei Handwerksbetrieben.

## Vereine
In Stuvenborn ist eine Vielzahl von Vereinen aktiv, darunter der Sportverein TuS Stu-Sie, Bürgerverein, Schützenverein, Landfrauenverein, Seniorenclub „Jungmöhl“, Sozialverband, Angelverein und der Gewerbeverein.

## Freiwillige Feuerwehr
Die Freiwillige Feuerwehr Stuvenborn ist eine von neun Feuerwehren des Amtes Kisdorf. Die Feuerwehr hat zurzeit 48 aktive Mitglieder und neun Ehrenmitglieder sowie eine Jugendfeuerwehr mit 22 Jugendlichen. Das Feuerwehrhaus befindet sich im Rolandsweg 1 in Stuvenborn. Seit 2014 ist Martin Schiffmann Wehrführer.

## Religion
Der Ort ist Sitz der ev.-luth. Kirchengemeinde Stuvenborn-Seth-Sievershütten. Das Pastorat der Kirchengemeinde befindet sich in Stuvenborn. Die Gottesdienste finden statt in der Petruskirche in Sievershütten und in der Andreaskirche in Seth.